# Martin Buber
Martin Buber (tiếng Hebrew: מרטין בּוּבֶּר‎; tiếng Đức: Martin Buber; tiếng Yid: מארטין בובער‎; 8 tháng 2 năm 1878 –
13 tháng 6 năm 1965) là một triết gia người Áo, nổi tiếng với tư tưởng triết học tương tác (philosophy of dialogue), tức một hình thức của chủ nghĩa hiện sinh tập trung nghiên cứu nét đặc thù giữa Tôi và Anh và mối quan hệ Tôi-Nó.
Ông sinh ra tại Viên trong một gia đình Do Thái nhưng về sau đã từ bỏ tập quán Do Thái để theo đuổi các nghiên cứu thế tục về triết học. Năm 1902 ông chủ trường tờ nhật báo Die Welt - cơ quan trung ương của phong trào phục quốc Do Thái, mặc dù sau này ông rút lui khỏi hoạt động tổ chức phục quốc. Năm 1923, ông viết chuyên luận về sự tồn tại Ich und Du ("Tôi và Anh"), đến năm 1925 thì bắt đầu dịch Kinh thánh Do Thái sang tiếng Đức.
Ông được đề cử giải Nobel về văn học mười lần và giải Nobel hòa bình bảy lần.